# شهرستان فایت (آلاباما)
شهرستان فایت، آلاباما (به انگلیسی: Fayette County, Alabama) شهرستانی در ایالات متحده آمریکا است که در آلاباما واقع شده‌است.

## خصوصیات
شهرستان فایت ۱٬۶۲۹٫۱۱ کیلومترمربع مساحت دارد.